# CJ-100
СJ-100 (также DF-100 , Дунфэн-100 , Чанцзянь-100) — китайская сверхзвуковая стратегическая крылатая ракета, предназначенная для уничтожения наземных и морских движущихся целей. Впервые представлена 1 октября в 2019 году на военном параде в честь 70-летия КНР. Состоит на вооружении НОАК КНР. Может оснащаться как обычной, так и ядерной боеголовкой.

## Общие сведения
CJ-100 предназначена для замены ракеты CJ-10
Данные насчёт скорости у некоторых СМИ значительно различаются. По некоторым данным крылатая ракета может развивать гиперзвуковую скорость, а другие СМИ сообщают о сверхзвуковой скорости.
Крылатая ракета может оснащаться как обычной, так и ядерной боевой частью.
CJ-100 по сообщениям СМИ способна поражать как обычные наземные цели, так и морские движущиеся (авианосные группировки)
Носителем крылатой ракеты являются как транспортная пуская установка (2 крылатые ракеты), так и по данным СМИ носителем ракеты сможет стать бомбардировщик Xian H-6N.

## Операторы/Эксплуатанты
Китай (НОАК)
- Ракетные войска Народно-освободительной армии Китая